# Gorno Kobile, Kiustendil
Gorno Kobile (în bulgară Горно Кобиле) este un sat în comuna Trekleano, regiunea Kiustendil,  Bulgaria. 

## Demografie
Componența etnică a satului Gorno Kobile
     Nicio identificare (100%)
     Altele (0%)
La recensământul din 2011, populația satului Gorno Kobile era de 4 locuitori. . Pentru 100% din locuitori nu este cunoscută apartenența etnică.